# واي (ماهاراشترا)
واي هي بلدة في منطقة ساتارا، في ولاية ماهاراشترا، الهند.
كانت واي، الواقعة على نهر كريشنا، مدينة بارزة في أيام البيشوا، ولطالما كانت مركزًا ثقافيًا. قامت العائلات البارزة محليًا مثل Raste وRanade وPhadnavis وما إلى ذلك ببناء العديد من المعابد ذات الأهمية المعمارية في واي. على بعد بضعة كيلومترات من واي على تل 4650 قدمًا فوق مستوى سطح البحر، يوجد معبد Mandhradevi Kalubai، الذي يزيد عمره عن 400 عام. في الآونة الأخيرة، صُوّرَ حوالي 300 فيلم بوليوود وماراثى في واي.